# Девр (кантон)
Девр (фр. Desvres) — кантон во Франции, находится в регионе О-де-Франс, департамент Па-де-Кале. Входит в состав округа Булонь-сюр-Мер.

## История
До 2015 года в состав кантона входили коммуны:
Аленктён, Анневё, Бель-э-Ульфор, Бельбрюн, Бенган, Брюнамбер, Бурнонвиль, Вирвинь, Вьей-Мутье, Девр, Кеск, Коламбер, Кремарест, Курсе, Ле-Васт, Лонгвиль, Лонфосе, Лоттенген, Менвиль, Набренган, Санлек, Сель, Сен-Мартен-Шокель.
В результате реформы 2015 года состав кантона был изменен — в него вошли упраздненный кантон Маркиз и половина упраздненного кантона Саме.

## Состав кантона с 22 марта 2015 года
В состав кантона входят коммуны (население по данным Национального института статистики за 2018 г.):
- Аленктён (322 чел.)
- Аленген (319 чел.)
- Амблетёз (1 895 чел.)
- Анневё (293 чел.)
- Базенген (391 чел.)
- Бёврекан (461 чел.)
- Бель-э-Ульфор (564 чел.)
- Бельбрюн (4166 чел.)
- Брюнамбер (414 чел.)
- Бурнонвиль (237 чел.)
- Вакенген (265 чел.)
- Верленктен (463 чел.)
- Вирвинь (742 чел.)
- Виссан (896 чел.)
- Вьей-Мутье (384 чел.)
- Вьер-о-Буа (226 чел.)
- Вьер-Эфруа (863 чел.)
- Девр (4 930 чел.)
- Дудовиль (609 чел.)
- Карли (570 чел.)
- Кеск (681 чел.)
- Кестрек (313 чел.)
- Коламбер (955 чел.)
- Кремарест (789 чел.)
- Курсе (515 чел.)
- Лакр (247 чел.)
- Ландретен-ле-Нор (1 283 чел.)
- Лёбренген (294 чел.)
- Ле-Васт (204 чел.)
- Лёленген-Берн (484 чел.)
- Лонгвиль (141 чел.)
- Лонфосе (1 469 чел.)
- Лоттенген (540 чел.)
- Маненген-Эн (304 чел.)
- Маркиз (5 064 чел.)
- Менвиль (685 чел.)
- Набренген (217 чел.)
- Одамбер (444 чел.)
- Оденген (585 чел.)
- Одресель (636 чел.)
- Офретен (259 чел.)
- Ренсан (3 015 чел.)
- Рети (2 100 чел.)
- Саме (4 611 чел.)
- Санлек (272 чел.)
- Сель (331 чел.)
- Сен-Мартен-Шокель (474 чел.)
- Сент-Энглевер (791 чел.)
- Тарденген (152 чел.)
- Тенгри (292 чел.)
- Ферк (1 785 чел.)
- Эрвеленген (230 чел.)

## Политика
На президентских выборах 2022 г. жители кантона отдали в 1-м туре Марин Ле Пен 34,5 % голосов против 28,1 % у Эмманюэля Макрона и 14,4 % у Жана-Люка Меланшона; во 2-м туре в кантоне победила Ле Пен, получившая 53,6 % голосов. (2017 год. 1 тур: Марин Ле Пен – 30,1 %, Эмманюэль Макрон – 19,5 %, Франсуа Фийон – 18,8 %, Жан-Люк Меланшон – 17,3 %; 2 тур: Макрон – 51,9 %. 2012 год. 1 тур: Франсуа Олланд — 29,6 %, Николя Саркози — 25,8 %, Марин Ле Пен — 23,1 %; 2 тур: Олланд — 52,2 %).
С 2021 года кантон в Совете департамента Па-де-Кале представляют министр-делегат по вопросам автономности пожилых граждан, бывший член совета коммуны Маркиз Брижитт Бургиньон  (Brigitte Bourguignon) и мэр коммуны Оденген Марк Сарпо (Marc Sarpaux) (оба — Вперёд, Республика!).
|                | Кандидаты                        | Партия                   | Первый тур | Первый тур     | Второй тур | Второй тур |
| Кол-во голосов | Кандидаты                        | Партия                   | % голосов  | Кол-во голосов | % голосов  |            |
| -------------- | -------------------------------- | ------------------------ | ---------- | -------------- | ---------- | ---------- |
|                | Брижитт Бургиньон Марк Сарпо     | Вперёд, Республика!      | 3 707      | 33,14          | 7 137      | 66,37      |
|                | Софи Дюфётрель Клод Лепин        | Национальное объединение | 2 587      | 23,13          | 3 616      | 33,63      |
|                | Валери Кормон Эме Эрдюэн         | Левый блок               | 2 141      | 19,14          |            |            |
|                | Пьер-Эдуар Дави Мирьям де Премон | Республиканцы            | 2 035      | 18,19          |            |            |
|                | Патрисия Дювьёбур Ален Либер     | Коммунистическая партия  | 715        | 6,39           |            |            |

|                | Кандидаты                       | Партия                      | Первый тур | Первый тур     | Второй тур | Второй тур |
| Кол-во голосов | Кандидаты                       | Партия                      | % голосов  | Кол-во голосов | % голосов  |            |
| -------------- | ------------------------------- | --------------------------- | ---------- | -------------- | ---------- | ---------- |
|                | Паскаль Бюре-Шоссуа Клод Прюдом | Социалистическая партия     | 5 548      | 30,82          | 6 934      | 36,71      |
|                | Поль Барре Мари-Кристин Буржуа  | Национальный фронт          | 5 843      | 32,45          | 6 154      | 32,58      |
|                | Кристель Вильдьё Филипп Лелё    | Правый блок                 | 5 163      | 28,68          | 5 800      | 30,71      |
|                | Беатрис Кету Тьерри Клетон      | Европа Экология — «Зелёные» | 1 450      | 8,05           |            |            |

|  | Кандидат        | Партия                    | % голосов |
|  | --------------- | ------------------------- | --------- |
|  | Клод Прюдом     | Социалистическая партия   | 60,05     |
|  | Фредерик Видаль | Союз за народное движение | 39,95     |

|  | Кандидат          | Партия                    | % голосов |
|  | ----------------- | ------------------------- | --------- |
|  | Клод Прюдом       | Социалистическая партия   | 52,96     |
|  | Брижитт де Премон | Союз за народное движение | 47,04     |